# Diocese de Lomas de Zamora
A Diocese de Lomas de Zamora (em latim: Dioecesis Clivi Zamorensis) é uma diocese localizada na cidade de Lomas de Zamora, pertencente á Arquidiocese de Buenos Aires na Argentina. Foi fundada em 11 de fevereiro de 1957 pelo Papa Pio XII. Com uma população católica de 2.090.600 habitantes, sendo 80,1% da população total, possui 60 paróquias com dados de 2017.

## Lista de bispos
A seguir uma lista de bispos desde a criação da diocese. 
|                 | Nome                                         | Período    | Notas                                  |
| Bispos          | Bispos                                       | Bispos     | Bispos                                 |
| --------------- | -------------------------------------------- | ---------- | -------------------------------------- |
| 5º              | Jorge Rubén Lugones, S.J.                    | 2008–atual |                                        |
| 4º              | Agustín Roberto Radrizzani, S.D.B.           | 2001–2007  | Nomeado Arcebispo de Mercedes-Luján    |
| 3º              | Desiderio Elso Collino                       | 1972–2001  |                                        |
| 2º              | Alejandro Schell                             | 1963–1972  |                                        |
| 1º              | Filemón Castellano                           | 1957–1963  |                                        |
| Bispo-coadjutor |                                              |            |                                        |
|                 | Alejandro Schell                             | 1958-1963  |                                        |
| Bispo-auxiliar  |                                              |            |                                        |
|                 | Fernando Daniel Rodríguez                    | 2024-atual |                                        |
|                 | Ignacio Damián Medina                        | 2019-2023  | Nomeado Bispo de Río Gallegos          |
|                 | Jorge Ignacio García Cuerva                  | 2017-2019  | Nomeado Bispo de Río Gallegos          |
|                 | Jorge Martín Torres Carbonell                | 2014-2020  | Nomeado Bispo de Gregorio de Laferrere |
|                 | Carlos Alberto Novoa de Agustini, O.F.M.Cap. | 2013       | Renunciou antes da ordenação           |
|                 | Jorge Vázquez                                | 2013-2017  | Nomeado Bispo-coadjutor de Morón       |
|                 | Juan Carlos Maccarone                        | 1993-1996  | Nomeado Bispo de Chascomús             |
|                 | José María Arancedo                          | 1988-1991  | Nomeado Bispo de Mar del Plata         |
|                 | Héctor Gabino Romero                         | 1978-1984  | Nomeado Bispo de Rafaela               |